# 弗兰克·怀德霍恩
弗兰克·怀德霍恩（英語：Frank Wildhorn，1958年11月29日—）是一位美国音乐剧和流行歌曲作曲家。他的音乐剧《變身怪醫》在百老汇上演了四年。他还为惠特妮·休斯顿创作了国际排名第一的热门歌曲Where Do Broken Hearts Go。

## 早年經歷
怀德霍恩出生于紐約市哈莱姆区，在皇后区度过了童年，然后14岁搬到了佛罗里达州好莱坞。在自学弹钢琴后不久，怀尔德霍恩意识到自己想创作音乐。高中期间，他为各种乐队演奏并作曲，从摇滚乐到节奏布鲁斯再到爵士乐。他在迈阿密戴德学院学习了两年，然后转学到南加州大学，在那里学习历史和哲学。他开始与Steve Cuden一起创作《變身怪醫》，Steve Cuden在弗兰克还是学生时就在南加州大学工作。他是犹太人。

## 職業生涯

### 流行音乐
在流行音乐领域，怀德霍恩曾与Stacy Lattisaw、Natalie Cole、肯尼·罗杰斯、Trisha Yearwood、Tracy Lawrence、Trace Adkins、佩蒂·拉貝爾、Dennis DeYoung和琳達·伊德等艺术家合作过。1988年，惠特妮·休斯顿的歌曲《Where Do Broken Hearts Go》成为国际冠军单曲。怀德霍恩是大西洋剧院的创意总监，该剧院是大西洋唱片公司的一个部门，致力于开发新的美国音乐剧。2005年，他与长期合作者杰里米·罗伯茨 (Jeremy Roberts) 共同创立了GlobalVision Records。GlobalVision发行的作品包括音乐剧《德古拉》的新概念唱片以及《變身怪醫：复活》的新录音室唱片。

### 舞臺劇
1999年，怀德霍恩在百老汇同时上演了三场演出：普利茅斯剧院的《變身怪醫》、明斯科夫剧院的《紅花俠》（The Scarlet Pimpernel）和圣詹姆斯剧院的《美國内战》（The Civil War）；然而，三场演出都没有盈利，总损失接近2000万美元。2004年，他与Don Black和克里斯托弗·汉普顿合作制作了一部根据《德古拉》改编的音乐剧。
怀德霍恩已成为全球著名的作曲家，其许多作品在欧洲和亚洲长期上演。《變身怪醫》是韩国有史以来上演时间最长的音乐剧之一。音乐剧《卡门》（Carmen）由怀德霍恩作曲、Jack Murphy作词，于2008年10月在布拉格首演。音乐剧《基督山伯爵》（Count of Monte Cristo）由怀德霍恩作曲，Jack Murphy 作词作曲，于2008年11月举办研讨会朗读，并于2009年3月在瑞士圣加仑剧院上演另一部音乐剧《雌雄大盜》（Bonnie and Clyde）由怀德霍恩作曲，Don Black作词，于2009年2月舉辦研討會朗讀，并于2009年11月在加利福尼亚州拉霍亚剧院首演，获得业界好评。同样在2009年11月，另一部新音乐剧《仙境：爱丽丝的新音乐冒险》（Wonderland: Alice's New Musical Adventure）在佛罗里达州坦帕的David A. Straz, Jr.表演艺术中心首演，另一部作品于2010年1月在德克萨斯州休斯顿的Alley Theater上演。
怀德霍恩也是首位与宝冢歌剧团合作制作宇宙剧团音乐剧《永不说再见 愛的軌跡》（『NEVER SAY GOODBYE』-ある愛の軌跡-）的百老汇音乐家。
其他音乐剧包括2003年在Goodspeed 歌剧院上演的《卡米耶·克洛岱尔》，并于2004年在英国国家青年音乐剧院年度音乐节上进行了短暂的發展性演出，以及2005年在新泽西州由Lauren Kennedy和Jarrod Emmick主演的《等待月亮》（Waiting for the Moon），该音乐剧于2013年更名为《塞尔达》（Zelda）在Flatrock Playhouse上演。2015年，怀德霍恩根据流行的日本漫画系列《死亡笔记》创作了一部音乐剧，之後他街道了更多漫画改编音樂劇的工作，例如2021年的《北斗神拳》和2022年的《四月是你的謊言》。 2018年，他在韩国首映了根据维克多·雨果小说改编的《笑面人》（The Man Who Laughs）。《笑面人》在2019年韩国音乐剧大赏中荣获最佳音乐剧等三项大奖。